# Dubrovnik Airline
Dubrovnik Airline je bila hrvaška letalska družba s sedežem v Dubrovniku. Opravljala je čarterske polete med evropskimi mesti in Izraelom ter turističnimi središči na hrvaški obali. Matično letališče družbe je bilo letališče v Dubrovniku.

## Zgodovina
Družba je bila ustanovljena s strani Atlantske Plovidbe 15. decembra 2004. Z opravljanjem letalske dejavnosti je pričela v letu 2005, z letom 2009 pa beleži izgubo v poslovanju. Stečaj družbe ter odpoved vseh letalskih operacij je bila objavljen 23. oktobra 2011. V letu 2006 družba prepelje 380.000 potnikov, v prvih sedmih mesecih leta 2007 pa 360.000 potnikov.
V letu 2007 je družba zaposlovala 170 zaposlencev, v načrtu družbe pa je bila tudi uvedba rednih linij, najprej na relaciji od Dubrovnika do Zagreba, pozneje pa uvedba linij za Lizbono, Pariz, Dubai, Dublin, Islandijo in druge.

## Flota
Leta 2009 so floto letal družbe Dubrovnik Airline sestavljala naslednja letala
Povprečna starost letal v oktobru 2009 je bila 26,1 let.

## Destinacije
Ob prenehanju dejavnosti je družba letela na naslednje destinacije